# IRT Ninth Avenue Line

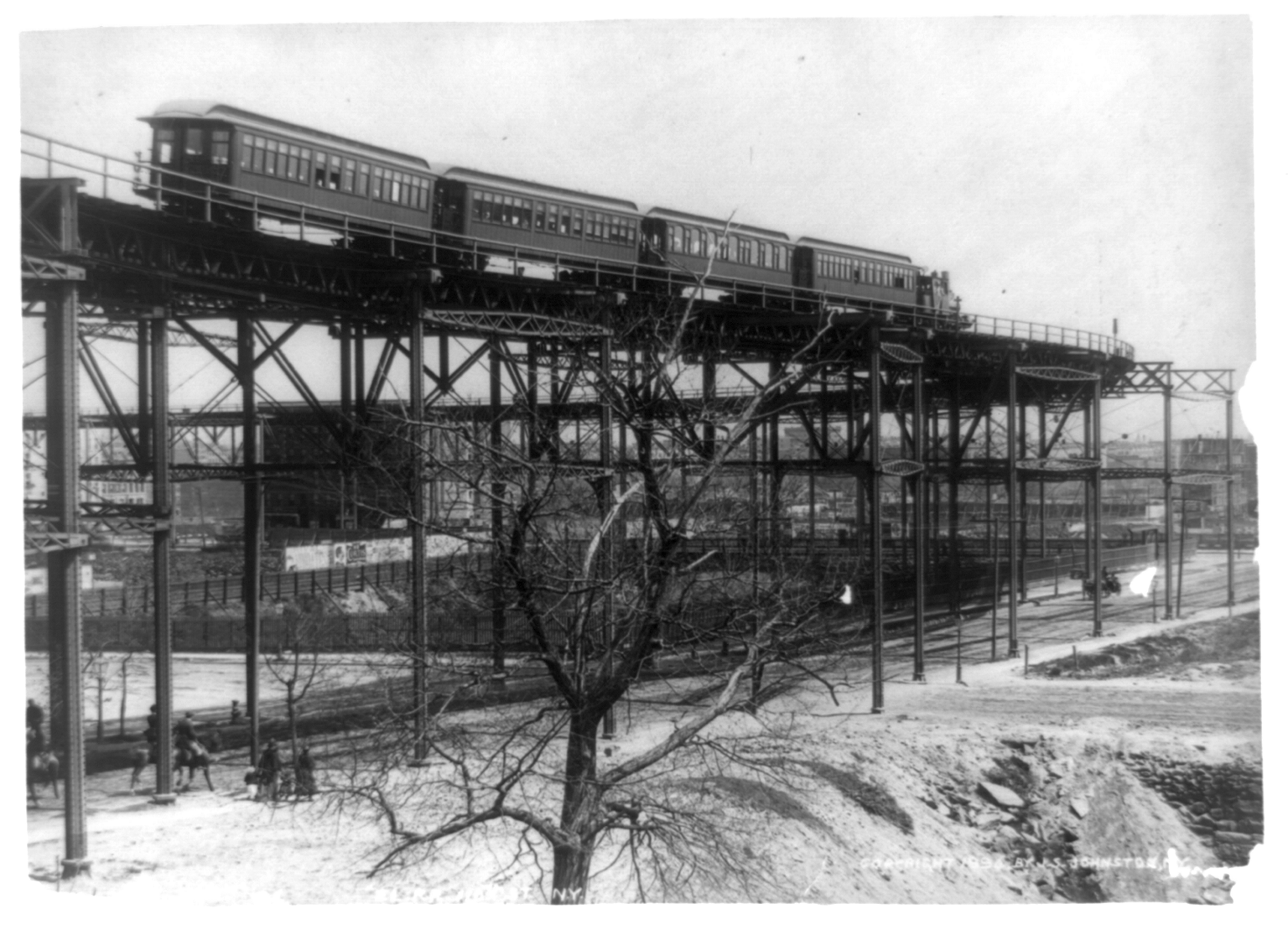
Le Ninth Avenue El au niveau de la courbe de la 110e rue en 1896.

L'IRT Ninth Avenue Line ou Ninth Avenue Elevated (parfois abrégé en Ninth Avenue El) était une ligne de métro aérienne de l'arrondissement de Manhattan, à New York. Le projet initial de la ligne, qui fut la première ligne de métro de Manhattan, fut développé par la New York Elevated Railroad Company, qui gérait également l'IRT Third Avenue Line, et qui fut rattachée à la Manhattan Railway Company le 20 mai 1879. Ce n'est que lorsque l'Interborough Rapid Transit Company (IRT) prit à bail le contrôle du réseau du Manhattan Railway le 1er avril 1903 que la ligne prit son nom définitif. Les derniers métros de la ligne y circulèrent en 1940, même si la section de la ligne située au nord de la 155e rue fut utilisée comme navette en direction du Bronx sous le nom de Polo Grounds Shuttle jusqu'en 1958.

## Histoire

### LeWest Side and Yonkers Patent Railway

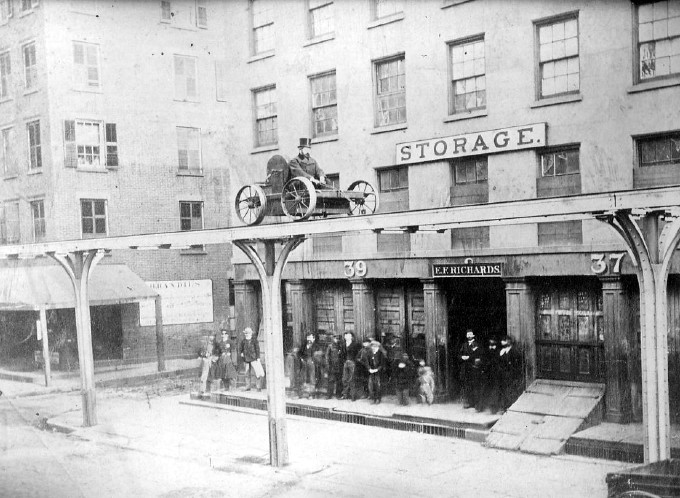
Vue du West Side and Yonkers Patent Railway pendant un test en 1867.

À l'origine, la ligne portait le nom de West Side and Yonkers Patent Railway. Le premier segment fut construit par au-dessus de Greenwich Street entre le 1er juillet 1868 et 1870. La ligne utilisait plusieurs câbles d'une longueur de 1 mile (1,6 km) formant des boucles, et tirés par des moteurs à vapeur placés dans les bâtiments adjacents aux voies. Chaque boucle était actionnée lorsqu'une voiture passait proximité, et s’arrêtait une fois qu'elle était passée. En outre, les câbles étaient équipés de colliers auxquels les voitures s'attachaient avec des crochets. Étant donné que les crochets ne pouvaient pas coulisser, la voiture faisait des soubresauts à chaque fois qu'elle passait sur un autre câble. Le fonctionnement du système étant lourd, il tomba en panne plusieurs fois, menant l'entreprise à la faillite, ce qui conduisit à son abandon. Les nouveaux propriétaires de la ligne remplacèrent les anciennes voitures par des locomotives à vapeur.

### Extension de la ligne
En 1891, le Ninth Avenue El fut prolongé au nord de Greenwich Street en passant au-dessus de la Neuvième Avenue. Le 1er avril 1903, la ligne fut cédée à bail à l'Interborough Rapid Transit Company pour une durée de 99 ans, aux côtés de plusieurs autres lignes de la Manhattan Railway Company,.
Le projet de reconstruction de la ligne dans le cadre des Dual Contracts proposait une extension vers le nord jusqu'à la 116e rue, marquant par là même la création de la première voie aérienne à trois voies, bien que la voie centrale n'ait pas été achevée avant 1916. La nouvelle ligne débutait au sud, à South Ferry puis passait sur Greenwich Street le long de l'Hudson River dans Lower Manhattan avant de rejoindre la Neuvième Avenue à Midtown. Un raccordement avec le Sixth Avenue El fut ajouté au-dessus de la 53e rue, avant un prolongement vers Columbus Avenue entre la 59e rue et la 110e rue dans le nord de Manhattan. La ligne bifurquait alors vers l'est en passant au nord de la Huitième Avenue jusqu'à la Harlem River.
La ligne fut fermée en 1940, et démantelée, à la suite de la consolidation de l'IRT en juin de la même année. La section au nord de la 155th Street fut cependant maintenue jusqu'en 1958 sous forme d'une navette baptisée "Polo Grounds Shuttle".